# 帯広競馬場
帯広競馬場（おびひろけいばじょう Obihiro Racecourse）は、北海道帯広市にあるばんえい競馬の競馬場である。

## 競馬場概要
- 所在地：帯広市西13条南9丁目
- 駐車場：無料（1100台）
- 収容人員：14000人
- 入場料金：100円

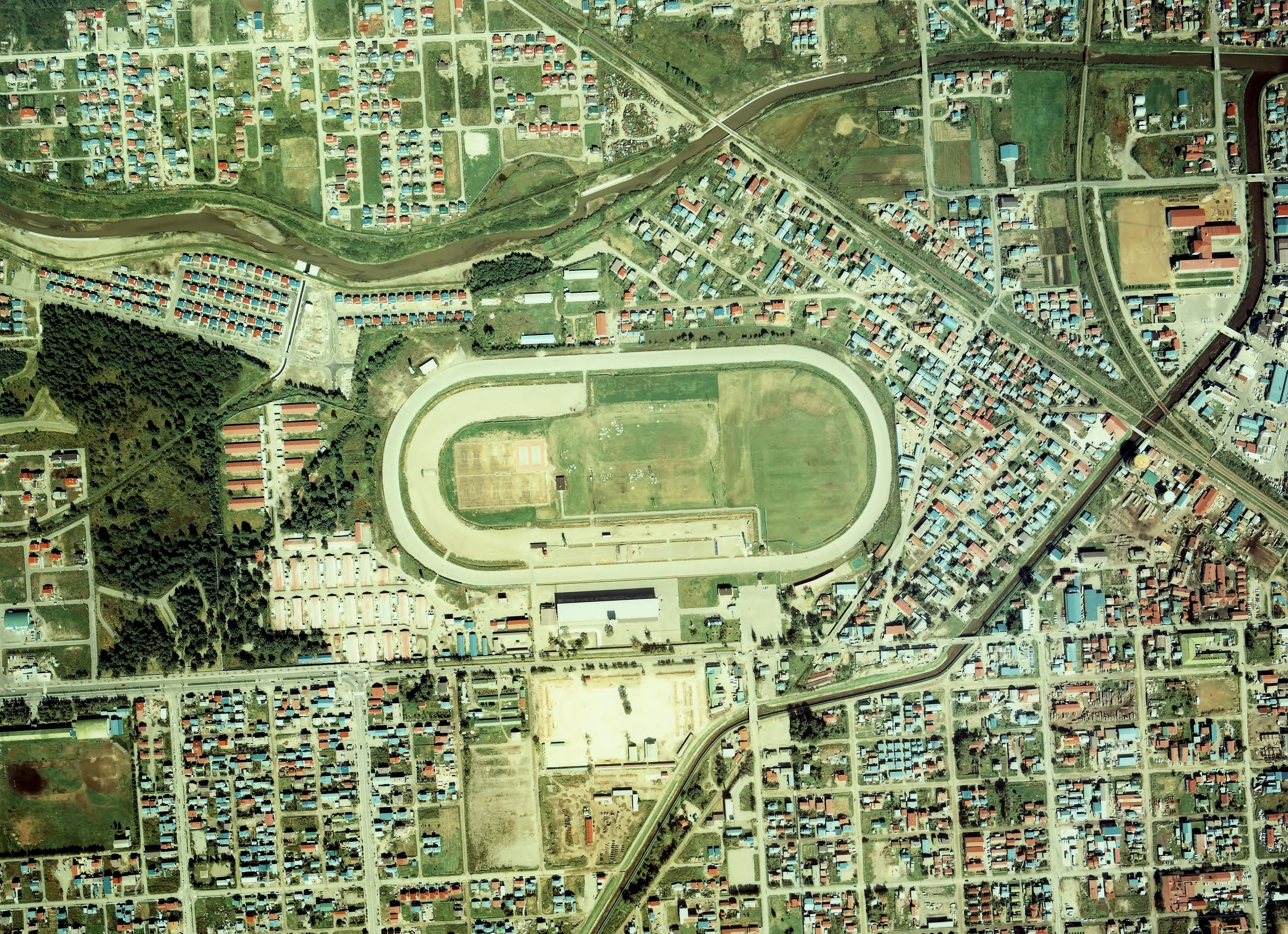
帯広競馬場付近の空中写真（1977年撮影）。平地競走用の周回コースが確認できる

- 在宅投票システム：オッズパーク・楽天競馬・SPAT4
- 電話投票用競馬場コード：03#
- 正門前には、ばんえいの大種牡馬「イレネー」の馬像（加藤顕清製作）が設置されている。
- 道営競馬（現・ホッカイドウ競馬）が初めてレースを開催した、「道営競馬発祥の地」である。

かつてはホッカイドウ競馬とばんえい競馬を併催していたが、ホッカイドウ競馬が1997年をもって開催を終了したため、現在はばんえい競馬のみ開催している。ただしホッカイドウ競馬や他地区の広域場外発売も引き続き行っているほか、2013年6月8日より日本中央競馬会（JRA）の場外発売も開始した。ホッカイドウ競馬や他地区の広域場外発売時は「帯広場外発売所（おびひろじょうがいはつばいじょ）」、JRA場外発売時は「J-PLACE帯広（ジェイプレイスおびひろ）」の名称が併用される。
敷地内に併設された「馬の資料館」では、ばんえい競馬や馬文化の歴史を知ることができる。観光案内所も併設しており、毎日無料で公開している。
2007年度には施設外壁や柱の塗色を鮮やかにするなどの改装が施されたほか、パドックがスタンド側に移設され、旧パドック跡にはポニーと遊ぶことが出来る「ふれあい動物園」を新設した。このほか、敷地内には商業施設「とかちむら」が営業しており、農産物などの地場産品や洋菓子類などを販売している。
施設所有者は「とかちむら」も含め十勝農業協同組合連合会（十勝農協連）で、ばんえい競馬は施設を賃借して競馬を開催している（かつて開催していたホッカイドウ競馬も、同様に施設を賃借して開催していた）。
ばんえい走路脇に設置している固定式の着順掲示板では、以前よりばんえい競馬開催時に馬場水分とその測定時刻を電光表示していたが、2011年に馬場水分表示部が故障したため2012年まで着順表示のみ使用した後、2013年から2021年までは数字板を差し込む方式で掲示を行い、2022年からは数字板で表示を行っていた部分で掲示板の改造工事を施工し、現在は白色LEDの電光掲示で馬場水分の表示を行っている（馬場水分のみで、測定時刻は表示しない）。なお、ホッカイドウ競馬が開催を行っていた当時は、電光表示部にボードをかぶせて馬場状態を表示していた。
ばんえい競馬が帯広単独開催となった2007年度よりファンファーレが変更され、公募による3曲を陸上自衛隊第5音楽隊（帯広駐屯地）が演奏したものが用いられている。重賞競走「ばんえい記念」では同音楽隊による生演奏も行われる（当該記事を参照）。

### 施設内の主な設備
スタンド内は指定の喫煙所を除き禁煙となっており、各階に喫煙所が設けられている。
スタンド1階
（ばんえい競馬）発売・払戻所
インフォメーション・総合案内
ビギナーコーナー
パネル展示スペース
ゲームコーナー・キッズスペース
飲食・軽食コーナー（2か所）
売店（グッズ・十勝物産品）
スタンド2階
（ばんえい競馬）発売・払戻所
（JRA）発売・払戻所
中継放送用ライブスタジオ
ファンルーム
飲食コーナー
スタンド3階
プレミアムラウンジ（特別観覧席）※1日500円
ソファー席：24席
カウンター席：20席
テラス席：40席
自動発売機・自動払戻機
インターネット回線利用可（PCは各自持参）

### ビーフハウス煉瓦亭と馬の資料館

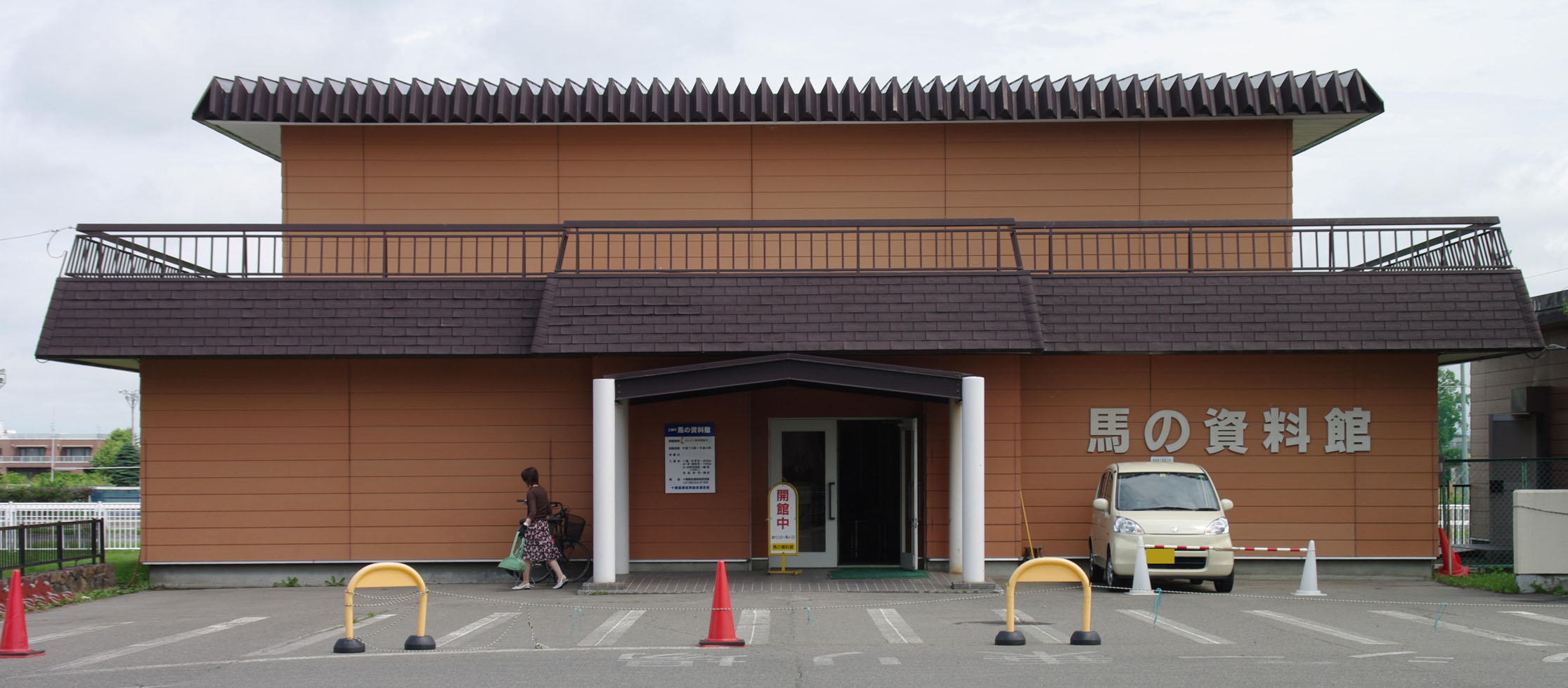
馬の資料館（2009年7月）

1975年4月29日、十勝農協連は競馬場入場口隣にレストラン「ビーフハウス煉瓦亭」をオープンさせた。競馬場敷地内に競馬非開催日も営業するレストランなどの商業施設を建設したのは国内初であった。当時はまだブランドとしての知名度がなかった十勝牛のPRとブランドの確立、消費拡大を図ることを目的としていた。
煉瓦造の建物で、市内では安価にビーフステーキを提供するレストランとして人気を集め賑わったが、1984年に帯広競馬場で道営競馬とばんえい競馬の場間場外発売が開始され、1985年以降場外発売の実施日が大幅に増えたことで、レストランの隣の駐車場に馬券購入目的の来場者が日常的に駐車場を利用するようになり、レストラン利用者の駐車スペースがほとんどなくなってしまい、苦情が増えたため、1988年8月1日、競馬場南側の孵卵場跡地に移転オープンした。その後、当地に帯広厚生病院が移転する予定であることから、2015年12月30日をもって閉店した。
レストランの跡地は、1989年に「馬の資料館」として改装工事が行われ、1990年6月1日にオープンした。馬耕の様子や農機具、運搬器具、馬具、繋駕馬車など、また競馬の歴史や血統に関する展示、イレネー号に関する資料などが収められている。2006年までは平日のみの開館で、また冬期間休業していたが、2007年からはばんえい競馬の開催日は毎日開館するようになった。2010年7月からばんえい競馬の開催日に関係なく毎日開館、開館時間は午前10時から午後5時。入館料は無料。

## コース概要

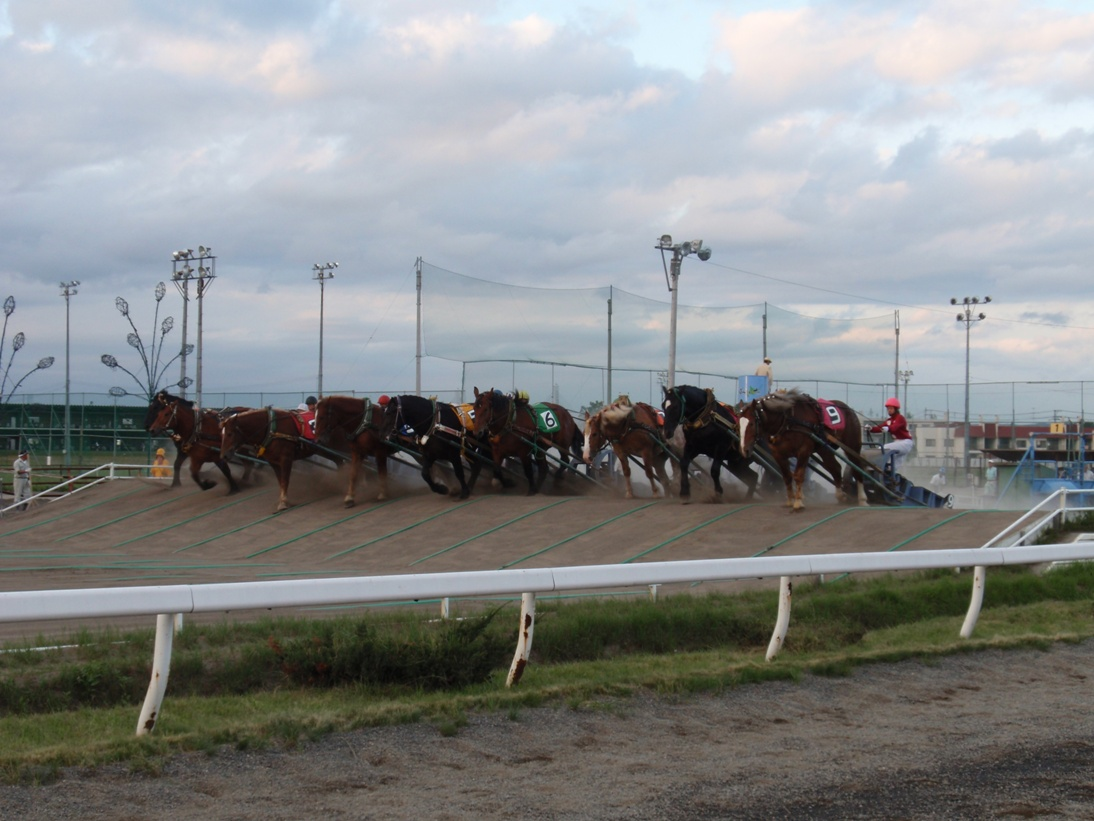
第1障害を越えるばん馬

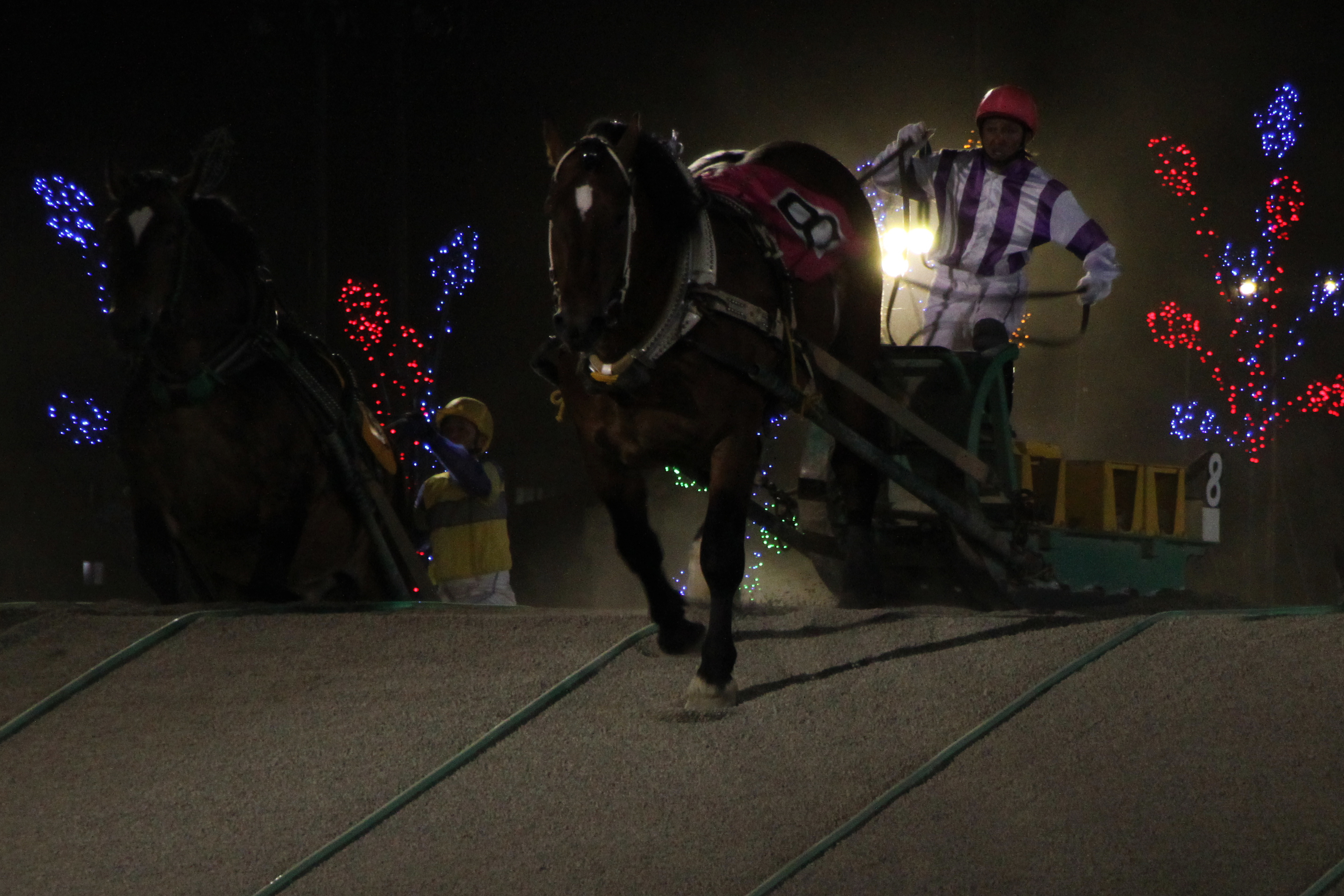
第2障害を越えるばん馬

### ばんえい走路
1994年にロードヒーティング設備が施され、冬季でも馬場が凍結することなくレースが行えるようになっている。
砂は十勝管内の札内川沿い（2020年度までは十勝川近郊）の「ビリ砂利」が用いられ、粒子の大きさは約5mm-7mm。レースで繰り返し走行することで砂が摩耗し抵抗力が落ち、スピードが出やすい軽馬場となるうえ、夏季は晴天が続くと砂塵が舞い上がる要因となるため、定期的に（2011年度からは毎年）入れ替えを行っている。帯広市は状態の良い砂利の確保に苦労しており、使用済みの砂利を洗浄し再利用する事も検討している。
なお、2011年度よりコースに一部変更が加えられた。
- 直線200m、セパレートコース（フルゲート10頭）
- 幅員：25m
- 砂の厚さ：35cm-40cm[7]
- 第1障害：高さ1.0m、長さ9.3m
- 第2障害：高さ1.6m、長さ16m
- スタート-第1障害：34.8m、第1障害-第2障害：77.2m、第2障害-ゴール：62.7m
- 砂障害：ゴール前30m地点-10m地点にかけて0.5mの上り勾配（冬季は凍結防止のため撤去[10]）
- 第2障害の勾配がきつく、第2障害からゴールまでの距離も短いため、登坂力とスピードを合わせた先行馬が有利とされる[11]。

### 平地走路
ここでは休止時点の概要について記す。
- 右回りダートコース
- 1周：1570m
- 直線：298m
- 設定距離：800m、900m、1000m、1200m、1500m、1600m、1700m、1800m、2400m
- 平地走路のうち、正面スタンド前の直線部分の一部は「エキサイティングゾーン」としてより間近でレース観戦ができるように整備されたほか、向正面はゴルフ練習場[12]（2018年6月営業終了）、駐車場（旧3・4コーナー寄り）、調教コース（旧2コーナー寄り）に転用された。

## レコードタイム
ばんえい競馬はレコードタイム制度を採用していないため、ここでは1997年まで開催していたホッカイドウ競馬で記録されたサラ系の競走におけるレコードタイムを記載する。
馬齢は新表記採用前のため、節見出しも含めすべて旧表記で記載している。
参考資料：Record Time Room

### 3歳
| 距離  | タイム | 競走馬           | 性別 | 斤量 | 騎手     | 記録年月日     |
| ----- | ------ | ---------------- | ---- | ---- | -------- | -------------- |
| 800m  | 0:49.5 | カリムローン     | 牝   | 52kg | 松本広   | 1964年8月29日  |
| 900m  | 0:54.4 | レデイシウス     | 牝   | 53kg | 米川伸也 | 1975年7月13日  |
| 1000m | 1:00.6 | ヤタノフアスタ   | 牡   | 55kg | 角川秀樹 | 1981年9月14日  |
| 1200m | 1:12.2 | サトヨフレンチ   | 牡   | 55kg | 坂下秀樹 | 1994年11月24日 |
| 1700m | 1:48.3 | マイネルバルーン | 牡   | 55kg | 川島洋人 | 1995年11月1日  |
| 1800m | 1:55.6 | マイネルバルーン | 牡   | 55kg | 川島洋人 | 1995年11月22日 |

### 4歳以上
| 距離  | タイム | 競走馬         | 性齢 | 斤量 | 騎手     | 記録年月日     |
| ----- | ------ | -------------- | ---- | ---- | -------- | -------------- |
| 1000m | 1:01.9 | コハクタカラ   | 牡4  | 55kg | 米川昇   | 1993年4月29日  |
| 1200m | 1:12.8 | ルートワン     | 牡6  | 56kg | 柳沢好美 | 1993年5月5日   |
| 1500m | 1:34.8 | ミナトハコダテ | 牡4  | 55kg | 宮岡大宏 | 1979年7月16日  |
| 1600m | 1:39.5 | トカチオーカン | 牡4  | 57kg | 山下信雄 | 1980年6月15日  |
| 1700m | 1:45.5 | シエスタイム   | 牡7  | 60kg | 松明浩   | 1973年7月8日   |
| 1800m | 1:49.7 | コトノアサブキ | 牡6  | 53kg | 山下信雄 | 1980年6月15日  |
| 2400m | 2:35.4 | ササノコバン   | 牡6  | 56kg | 國信滿   | 1995年11月23日 |

## 発売する馬券の種類
2015年4月18日現在。全レース100円単位。
○…発売　▲…一部主催者のみ設定　☆…インターネット投票のみ　×…設定なし　－…実施せず
| 競走主催者      | 単勝 | 複勝 | 枠番連複 | 枠番連単 | 馬番連複 | 馬番連単 | ワイド | 3連複 | 3連単 | 5重勝単勝 | 7重勝単勝 |
| --------------- | ---- | ---- | -------- | -------- | -------- | -------- | ------ | ----- | ----- | --------- | --------- |
| ばんえい競馬    | ○    | ○    | ○        | ×        | ○        | ○        | ○      | ○     | ○     | ☆         | ☆         |
| 他地区地方競馬  | ○    | ○    | ○        | ▲        | ○        | ○        | ○      | ○     | ○     | －        | －        |
| 中央競馬（JRA） | ○    | ○    | ○        | ×        | ○        | ○        | ○      | ○     | ○     | －        | －        |

- 他主催者の場外発売時は、以前はばんえい競馬に存在する投票方式のみ発売されていたものの、2011年8月5日より発売主体となる主催者に準じてすべての方式が発売されるようになった[13]。
- 2011年8月6日より、ばんえい競馬で3連勝式投票券を発売開始するとともに、枠番連複を廃止した[13]。その後2015年4月18日より、枠番連複が再設定・ワイドが新設されている[14]。
- ホッカイドウ競馬は1997年の当競馬場での競走開催終了（前述）後も当場でホッカイドウ競馬運営での場外発売を継続していた（2011年8月現在は、ばんえい競馬非開催日の夏季のみ[13]）ものの、2012年4月に撤退、当場での場外発売はばんえい競馬運営に一本化された[15]（ホッカイドウ競馬の競走の馬券もばんえい競馬が発売する）。
- ばんえい競馬では、重勝式投票券をインターネット投票限定で2種類発売している。
- JRAは、当日開催している各競馬場の全レースを発売[16]。

## 歴史
- 1911年
  - 9月2日 - 皇太子嘉仁親王（のちの大正天皇）が帯広町（当時）に行啓し、十勝畜産組合が台覧に供した7頭の馬の中からトロッター種蓋世号を御料馬として金1千円をもって買い上げる。
  - 10月25日 - 御料馬買い上げの記念行事として、十勝畜産組合が、道庁から無料貸付を受けた帯広町東4条9丁目-12丁目以東27町8畝12歩の国有未開地に十勝競馬場の建設を決議し、帯広刑務所に依頼して建設を開始。
  - 11月17日 - 十勝競馬場開場。同日と翌日の2日間で行われた第1回十勝競馬では27頭が出走、1200名が来場。
- 1931年
  - 1月 - 帯広町長（当時）横瀬農夫也が、帯広町の東方への発展を阻むものとして当時議論になっていた十勝競馬場の移転を十勝畜産組合に対し正式に要請。十勝畜産組合は要請を受け入れる。
- 1932年
  - 8月8日 - 走路1周1600メートル、幅員34メートル、観覧席1棟303坪、投票所1棟、厩舎4棟の施設を備えた現在地に移転。帯広競馬場に改称。同日から3日間の記念競馬が開催される。馬場工事費1万3800円、建築費1万6760円30銭。
- 1935年
  - 鮒やウグイなどが生息する沼沢さえ広がる極端な湿地帯であった新競馬場の走路内を、西本豊治郎、高倉一夫の2名が開墾。畑地や牧草地として利用し始める。
- 1958年
  - 6月15日 - 2階建一部3階建て鉄筋コンクリート造430坪の観覧席改築工事が竣工。建築費502万円。
- 1959年
  - 西本豊治郎が開墾した競馬場走路内の畑地および草地を、競馬場南側敷地3003坪と交換で取得。
- 1961年
  - 1月1日 - 高倉一夫が開墾した競馬場走路内の畑地および草地およそ2町5反あまりを無償供与で取得。
- 1962年
  - 北海道が競馬場敷地内に厩舎9棟を建築。それ以前の共進会場厩舎から、大部分が移転。
  - 湿地改良事業に着手。1963年との2年間で、競馬場敷地周辺も含めて24.4ヘクタールにわたり暗渠を設置。使用したヒューム管は54283本。帯広川に通ずる排水のための明渠1245メートルを設置。総事業費560万円。
- 1963年
  - 2階建一部3階建て鉄筋コンクリート造168坪の観覧席、払戻所増築工事が竣工。建築費635万円。
- 1964年
  - 7月27日 - 再建されたイレネー像の除幕式が行われる。
- 1967年
  - 十勝農協連が北海道所有の厩舎の払い下げを受け、厩舎22棟を改築および新築。ばんえい走路を直線走路200メートル、幅員20メートルに改修。
- 1972年
  - 走路西側に厩舎9棟を新築。入厩可能頭数が600頭になる。
- 1974年
  - 6月20日 - 3階建て鉄筋コンクリート造、建築面積4345.68平方メートル、床面積8941.13平方メートルの観覧席改築工事が竣工。装鞍所、下見所、入場券売場、厩務員宿舎、敷地周囲のガードフェンス、電光掲示板を設置。スタンド等の規模拡大に伴い、走路が1周1570メートル、幅員20メートルに縮小。建築費11億6433万円。なお、このとき改築された施設の大半は現在も使用している。
- 1975年
  - 走路内、ばんえい走路奥に「帯広柏林馬事公苑スポーツセンター」開設。庭球場12面、球技場芝生2万300平方メートルを備える。冬期間は球技場にアイスホッケーリンク2面、日本スケート連盟公認スピードスケートリンク1周400メートル、幅員15メートルを整備。入場門から走路内に通じる専用地下通路を設置。
- 1978年
  - 第1コーナーから第2コーナーの間に内回りコースを設置。内回り1500メートル競走が実施される。第2コーナー奥に引き込み走路を設置。1200メートル競走が実施される。
- 1979年
  - 地盤が軟弱なうえに基礎が地杭・木造であった1967年築の厩舎22棟を改築。
- 1985年
  - 道営競馬の開催休止。
- 1987年
  - 道営競馬の開催再開。場外発売用の映像電送装置を設置。
- 1988年
  - スタンド2階に風防施設を設置。
- 1994年
  - 旭川ナイトレース場外発売用の照明設置。ばんえい走路にヒーティング設備を設置。
- 1997年
  - 9月18日 - この日の開催をもってホッカイドウ競馬が帯広開催から撤退。以降は場外発売のみ継続。
- 2007年
  - ばんえい競馬が帯広での単独開催となり、全日程が帯広開催となる。
  - ばんえい走路脇にナイター設備を新設し、「ばんえい十勝ナイトレース」を開始。
- 2010年
  - 8月6日 - 競馬場敷地内に、飲食店や土産物店を併設した商業施設「とかちむら」を開設。
- 2012年
  - 4月 - ホッカイドウ競馬が場外発売からも撤退（後述）。ホッカイドウ競馬の馬券をばんえい競馬が発売するようになる。
- 2018年
  - スタンドの耐震工事を実施[17]。
- 2023年
  - 商業施設「とかちむら」の運営法人「SPCとかちむら」をふく井ホテルが譲受[18]。

## アクセス

### 路線バス
いずれも十勝バスが運行、「競馬場」停留所で下車。
- 帯広駅バスターミナル（12番のりば）より約10分[19]
- とかち帯広空港から約1時間[19]

### タクシー
- 帯広駅から約7分[19]

## 場外発売所
2013年9月現在、直営の場外発売所が北海道内に8か所設けられているほか、大部分のホッカイドウ競馬の場外発売所や、一部の北海道外の地方競馬場外発売所でも馬券を取り扱う。